# Ignazio Ribotti
Pour les articles homonymes, voir Ribotti et Famille Ribotti.
Ignazio Ribotti, Ignace Ribotti à la naissance, comte de Mollières, né le 12 novembre 1809 à Nice (département des Alpes-Maritimes sous le 1er Empire) et mort le 26 septembre 1864 à Brigue-Glis, en Suisse, est un militaire, un homme politique et un patriote italien du Risorgimento, qui participa à tous les combats pour l'unification de l'Italie, dans l'armée du royaume de Sardaigne.

## Biographie
Appartenant à une famille noble du comté de Nice et officier dans l’armée sarde (it), Ignace Ribotti participe en 1831 à la conspiration des Chevaliers de la liberté (it)  (Cavalieri della libertà) durant les derniers mois du règne du roi Charles-Félix. La découverte de cette conspiration n’est pas due à l’efficacité de la police du royaume de Sardaigne mais à l’ingénuité et la distraction du sous-lieutenant (sottotenente en italien) « Ignazio » Ribotti qui, en franchissant le col de Tende alors qu’il se rendait à Nice pour saluer sa famille, oublia dans une auberge un exemplaire de la proclamation des Chevaliers de la liberté ainsi que des lettres compromettantes ; il fut arrêté à Gênes par les carabiniers et contraint aux aveux et à donner les noms de ses compagnons… 
Obligé de s’exiler, il participe à des combats pour la liberté, au Portugal (1832-1835) contre la tyrannie de Dom Miguel et prend part au siège de Porto, puis en Espagne (1836-1840) où il combat contre les prétentions de Don Carlos.
Au Portugal « Inácio » Ribotti  est d’abord volontaire au 3° Batalhão Nacional Móvel do Porto, en septembre 1832 puis sous-lieutenant (alferes en portugais) au 2° Regimento de Infantaria Ligeira da Rainha le 30 mars 1835 avant d’être promu lieutenant (tenante en portugais) le 16 septembre de la même année ; mis en disponibilité avec demi-solde en décembre, il s’enrôle dans la Légion portugaise (Legião Portuguesa) pour servir en Espagne. 
En 1843, revenu en Italie, il guide l'expédition menée par Nicolas Fabrizi en Romagne et tente sans succès d’occuper Imola et de prendre Bologne. En 1848, après la révolte de Palerme, il participe à une expédition en Sicile, en 1848, et tentée de s’emparer de Messine. Après un début d'insurrection en Calabre, il y débarqua avec 700 hommes. Arrêté, il est mis au cachot dans le fort Saint-Elme, à Naples, et n'est libéré que le 15 décembre 1854. Il est alors réintégré alors dans l’armée sarde.
En 1859, Camillo Cavour l'envoie aider l'insurrection en Lunégiane. Après la bataille de Magenta il prend le commandement dans les duchés libérés. Le 8 mars 1860, il est nommé lieutenant-général de l’armée sarde, et commande la 12e division. Il refuse de commander l'expédition en Sicile et c’est un autre Niçois, Joseph Garibaldi (1807-1882), qui organise l’expédition des Mille.
Il est nommé député de Sant'Arcangelo, puis de Guastalla. Il est appelé au commandement du corps d'armée de Modène et reçoit la croix de grand officier de l’ordre des Saints-Maurice-et-Lazare

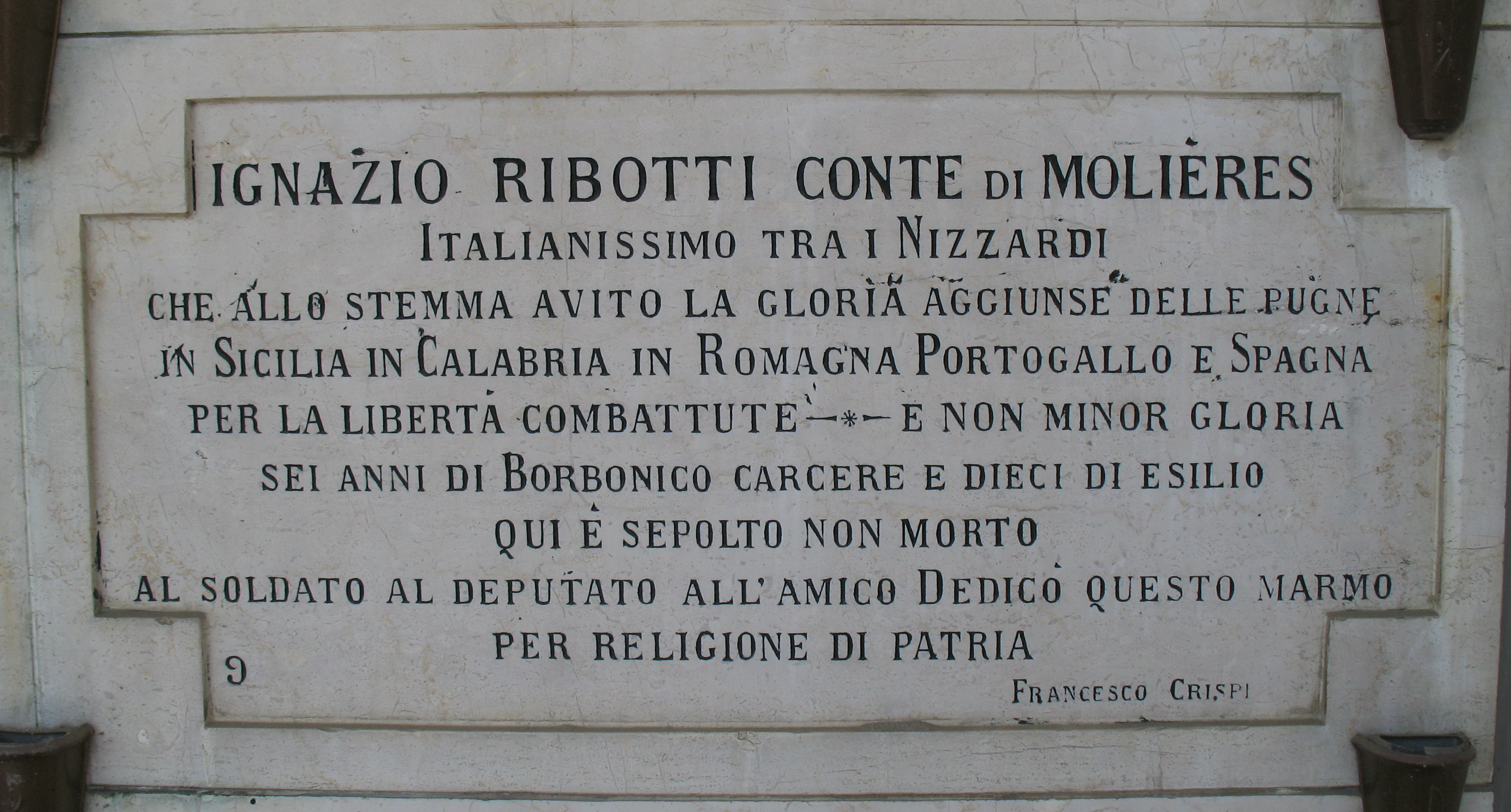
Plaque mortuaire au cimetière monumental de Turin, signée par le ministre Francesco Crispi

Ignace Ribotti meurt à Brigue-Glis alors qu'il revenait de se soigner à Loèche de maux dont il souffrait depuis son internement à Naples,,.
Pour Marguerite et Roger Isnard c’est parce qu’il était « hostile à la France » que l’homme d’État italien Francesco Crispi (1819-1901), fit mettre sur sa tombe : Ignazio Ribotti conte di Molières Italianissimo tra i Nizzardi…,

## Honneurs
Grand officier de l’ordre des Saints-Maurice-et-Lazare.
Il existe une via Ignazio Ribotti à Rome.
La rue Ribotti de Nice rend hommage à la famille Ribotti donc à Ignace Ribotti en particulier,.